# Bandeira de Camecháteca
A Bandeira de Camecháteca, ou Kamtchatka, é um dos símbolos oficiais do Krai de Camecháteca, uma subdivisão da Federação Russa. Foi adotada em fevereiro de 2002. O Krai é resultado da fusão do Okrug da Koriácia e do Oblast de Camecháteca, que teve sua bandeira adotada como oficial para a nova unidade da federação.

## Descrição
Seu desenho consiste em um retângulo com proporção largura-comprimento de 2:3 dividido em duas faixas horizontais de tamanhos diferentes. A superior é branca e tem 2/3 da altura total da bandeira, a inferior é azul e tem 1/3 da altura total. Na faixa branca está o brasão do Krai, que é a representação estilizada de três montanhas vulcânicas em atividade.

## Simbolismo
As cores da bandeira seguem o padrão da maioria dos países do leste europeu e das subdivisões da Rússia, ou seja, usam as cores Pan-Eslavas, que são o branco, o azul e o vermelho.
As montanhas representam a península de Camecháteca que é rica em vulcões ativos como o Klyuchevskaya Sopka, que é o maior vulcão ativo do hemisfério norte.

## Bandeiras Anteriores

Bandeira do Okrug da Koriácia.
Bandeira do Óblast de Camecháteca.